# Utrechtsch Museum van Kunstnijverheid

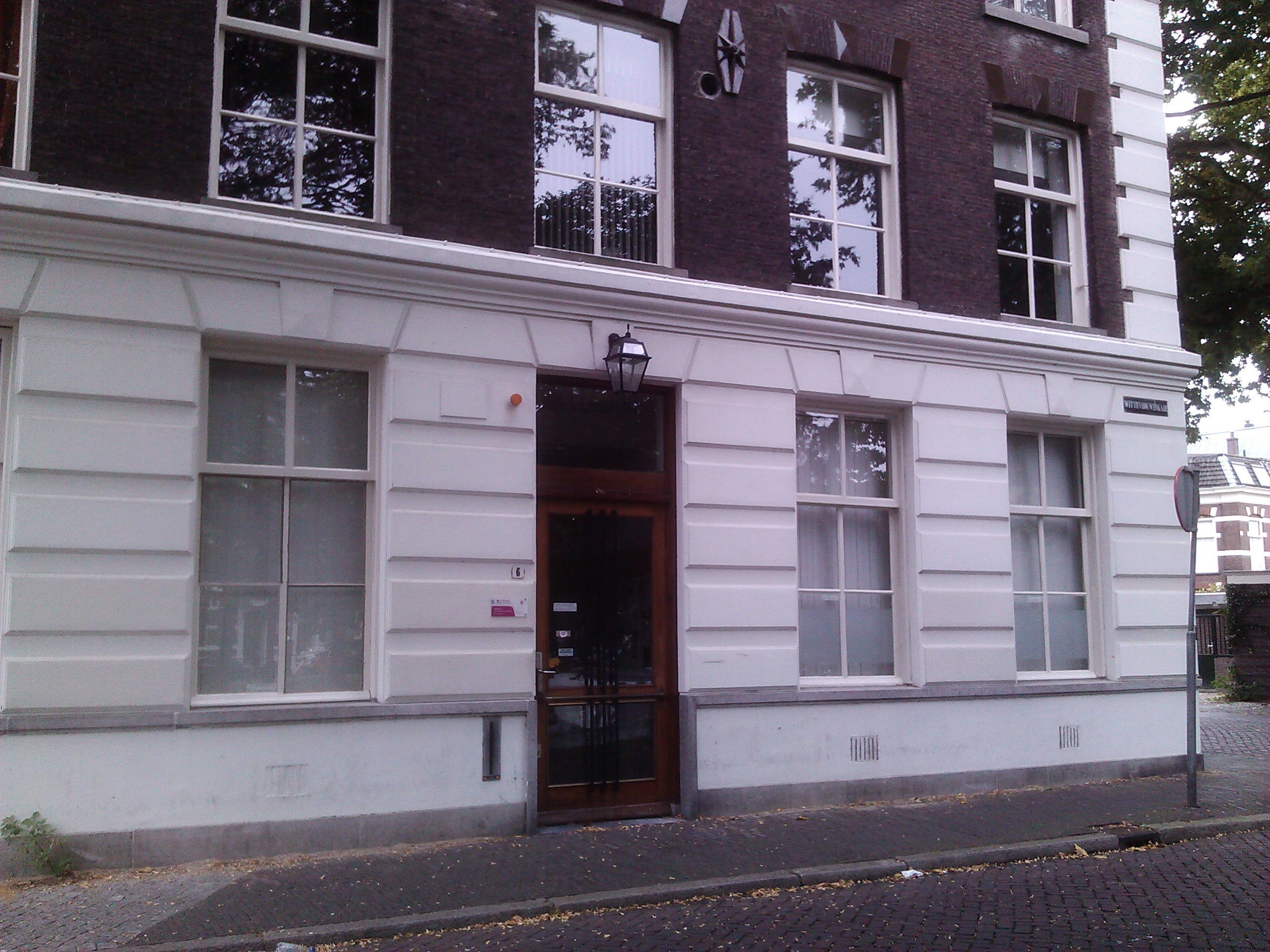
Het rechter hoekpaviljoen van de Willemskazerne aan de Wittevrouwenkade 6. Het Utrechtsch Museum van Kunstnijverheid kreeg hier rond 1894 de beschikking over.

Het Museum van Kunstnijverheid in Utrecht was een museum op het gebied van kunstnijverheid.

## Geschiedenis
In de loop van de tweede helft van de 19e eeuw ontstond met het Londense South Kensington Museum voor het eerst een museum van kunstnijverheid. In 1877 werd het Museum van Kunstnijverheid in Haarlem opgericht, het eerste museum in Nederland op dit gebied. Hierna werd in 1884 in Utrecht geijverd voor eenzelfde museum. Dat jaar werd allereerst de vereniging Het Utrechtsch Museum van Kunstnijverheid opgericht die "de aankweeking van kunstzin en de veredeling van den smaak des volks" beoogde. De architect P.J.  Houtzagers werd de eerste directeur en zou dat 37 jaar blijven. Op 29 november 1884 kon het Museum van Kunstnijverheid officieel geopend worden in een pand aan de Wittevrouwenkade. Diverse notabelen kwamen gaandeweg in het bestuur zoals H.A. van Beuningen, archivaris S. Muller Fz., J. Duyvis, de edelsmid J.H. Brom, hoogleraar W. Vogelsang en A. Begeer. Het lidmaatschap voor de vereniging bedroeg 5 gulden. 
Het museum werd gevestigd in een deel van een gebouw dat voorheen toebehoorde aan de Willemskazerne. Houtzagers eerste taak was de indeling van het gebouw te wijzigen zodat het museum erin ondergebracht kon worden. Het museum was onder meer ingericht met kamers waarin smeedwerk, meubels en houtsnijwerk, textielkunst en porselein met glaswerk te bezichtigen waren. In de eerste vijf maanden kwamen 3000 bezoekers naar het museum. 
Vanaf 1886 werd er een school aan het museum verbonden waar mannelijke, en een jaar later ook vrouwelijke, leerlingen vanaf 16 jaar onderwijs konden krijgen in kunstgerelateerde vakken zoals boetseren, beeldhouwen, houtsnijden, handtekenen en schilderen. Diverse tijdelijke tentoonstellingen die plaatsvonden in het museum toonden stukken van leerlingen. Bekende leerlingen waren Piet Klaarhamer en Gerrit Rietveld.
Aan het eind van de 19e eeuw kon een grote verbouwing plaatsvinden en het ruimtegebrek opgelost worden omdat de vereniging de beschikking kreeg over het hele pand aan de Wittevrouwenkade. Toch ontstond er weer ruimtegebrek en de behoefte te kunnen verhuizen. De jaren 10 van de 20e eeuw brachten echter ernstige financiële tekorten. Het ledental liep terug naar enkele tientallen, de jaarlijkse bezoekersaantallen tot enkele honderden. Het museum werd in deze periode gesloten en een deel van de collectie kon worden overgeheveld naar het in 1921 geopende Centraal Museum. De school bleef nog enkele jaren bestaan en er werd gehoopt op een voortzetting ervan op een nieuwe locatie. Uiteindelijk stopte de overheid de subsidie voor de school in 1924, waarna in datzelfde jaar de dan nog slechts 27 leerlingen tellende school werd gesloten. De vereniging leidde nog een sluimerend bestaan en werd rond 1958 definitief opgeheven.